# 100029 Фарнгаґен
100029 Фарнгаґен (100029 Varnhagen) — астероїд головного поясу, відкритий 10 жовтня 1990 року.
Тіссеранів параметр щодо Юпітера — 3,252.
Названо на честь німецької письменниці єврейського походження Рахель Фарнгаґен фон Ензе (нім. Rahel Varnhagen von Ense, 1771 – 1833).